# La Isla Bonita
"La Isla Bonita" (spanska för "Den vackra ön") är en låt framförd av den amerikanska popartisten Madonna. Det var den femte och sista singeln från hennes tredje studioalbum True Blue och släpptes den 25 februari 1987. Den instrumentella versionen av låten var först erbjuden till Michael Jackson innan Madonna både accepterade den och skrev texten och melodin. "La Isla Bonita" är känd som den första Madonna-låten med spanska influenser och innehåller arrangemang av kubanska trummor, spansk gitarr, maracas, munspel samt en mix av syntetiserade och riktiga trummor. Låttexten, som berättar om en vacker ö, var enligt Madonna en hyllning till skönheten hos latinska människor.
Låten nådde som bäst fjärde plats på Billboard Hot 100.
Covers har spelats in av bland andra Alizée.

## Musikvideo
Musikvideon filmades i Los Angeles i regi av Mary Lambert, som ansvarat för flera av Madonnas 80-talsvideor, bland andra "Borderline", "Like a Virgin" och "Like a Prayer".

## Format och låtlistor
| - 7"-vinylsingel 1. "La Isla Bonita" (7" Remix) – 4:01 2. "La Isla Bonita" (Instrumental Remix) – 4:20 - 12"-vinylsingel – USA och Tyskland 1. "La Isla Bonita" (Utökad Remix) – 5:28 2. "La Isla Bonita" (Instrumental) – 5:14 - 12"-vinylsingel (picture disc) – Storbritannien 1. "La Isla Bonita" (Utökad Remix) – 5:28 2. "La Isla Bonita" (Utökad Instrumental) – 5:14 - EP – Japan (1987) 1. "La Isla Bonita" (Utökad Remix) – 5:28 2. "Open Your Heart" (Utökad Version) – 10:38 3. "Gambler" – 3:57 4. "Crazy for You" – 4:11 5. "La Isla Bonita" (Instrumental Remix) – 5:20 | - EP – Australien (1992, nyutgåva) 1. "La Isla Bonita" (Utökad Remix) – 5:28 2. "Open Your Heart" (Utökad Version) – 10:38 3. "Gambler" – 3:57 4. "Crazy for You" – 4:11 5. "La Isla Bonita" (Instrumental Remix) – 5:20 - CD-singel – Tyskland (1995) 1. "La Isla Bonita" (Utökad Remix) – 5:28 2. "La Isla Bonita" (Instrumental) – 5:20 |

## Medverkande
- Madonna – låtskrivare, producent, sång
- Bruce Gaitsch – gitarr (spansk och akustisk gitarr)
- Patrick Leonard – trumprogrammering, keyboard, låtskrivare, producent
- Johnathan Moffett – trummor
- Paulinho Da Costa – slagverk
- Michael Verdick – ljudmix, ljudtekniker

Medverkande är hämtade ur albumhäftet till True Blue.